# 3 Brygada Strzelców Karpackich
3 Brygada Strzelców Karpackich (3 BSK) – brygada piechoty Polskich Sił Zbrojnych.

## Formowanie i zmiany organizacyjne
3 Brygada Strzelców Karpackich została sformowana po raz pierwszy w składzie Dywizji Strzelców Karpackich w maju 1942 roku, w Palestynie. Podstawą formowania był rozkaz Ldz. 2440/A/I/tjn./42 dowódcy Wojska Polskiego na Środkowym Wschodzie z 23 maja 1942 roku i rozkaz Ldz. 53/59/Og.Org./tjn./42 dowódcy Dywizji Strzelców Karpackich z 30 maja 1942 roku. Bazę formowania brygady stanowiły oddziały 11 Dywizji Piechoty, ewakuowanej z ZSRR, a w szczególności: sztab 11 DP, oddział rozpoznawczy 11 DP oraz 19 i 21 pułk piechoty. Organizacja brygady została przeprowadzona w obozach Qastina (gros brygady) i Al-Masmiyya al-Saghira (jeden batalion). Organizacja została zakończona 8 czerwca 1942 roku.
Na podstawie rozkazu Ldz. 821/I/Tjn./42 dowódcy Armii Polskiej na Wschodzie z dnia 10 listopada 1942 roku Organizacja 3 Dywizji Strzelców Karpackich brygada została rozformowana w terminie do 15 listopada 1942 roku.
W 1944 roku, we Włoszech, brygada została sformowana po raz drugi. Do jej organizacji wykorzystano Polaków przymusowo wcielonych do Wehrmachtu, którzy dostali się do alianckiej niewoli. W kwietniu 1945 roku brygada walczyła w kampanii włoskiej, w bitwie o Bolonię w składzie zgrupowania „RUD”. W 1946 roku została przetransportowana do Wielkiej Brytanii i tam w następnym roku rozformowana.

## Struktura organizacyjna
- Kwatera Główna 3 Brygady Strzelców Karpackich
- 7 batalion Strzelców Karpackich
- 8 batalion Strzelców Karpackich
- 9 batalion Strzelców Karpackich

## Żołnierze brygady
Dowódcy brygady
- ppłk/płk dypl. kaw. Jerzy Jan Jastrzębski (5 VI 1942 - 10 XI 1942[5]) → zastępca dowódcy 3 DSK)
- płk dypl. Gustaw Dobiesław Łowczowski (XI 1944 - 1946)

Zastępca dowódcy brygady
- ppłk Karol Piłat[6] (15 X 1944 - 1947[7])

Szef sztabu brygady
- mjr dypl. Florian Władysław Porębski[6]

## Odznaka brygady
Odznaka specjalna: wykonana z białego metalu, oksydowana. Ma formę gałązki jedliny, na którą nałożony został herb Bolonii. Nakładana na granatowe patki z żółtą wypustką, które były noszone na kołnierzach bluzy Battle Dress i płaszczy. Mocowana nakrętką firmową. Wykonawcą odznaki była firma F. M. Lorioli, Milano - Roma.